# 태풍 맛사
태풍 맛사 (태풍 번호: 0509, JTWC 지정 번호: 09W, 국제명:MATSA, 필리핀 기상청 지정 이름: Gorio)는 2005년의 제9호 태풍으로 중국에 낸 큰 피해로 인해 이름이 퇴출되었다. 맛사(MATSA)는 라오스에서 제출하였으며, 물고기의 암컷을 의미한다.

## 태풍의 진행

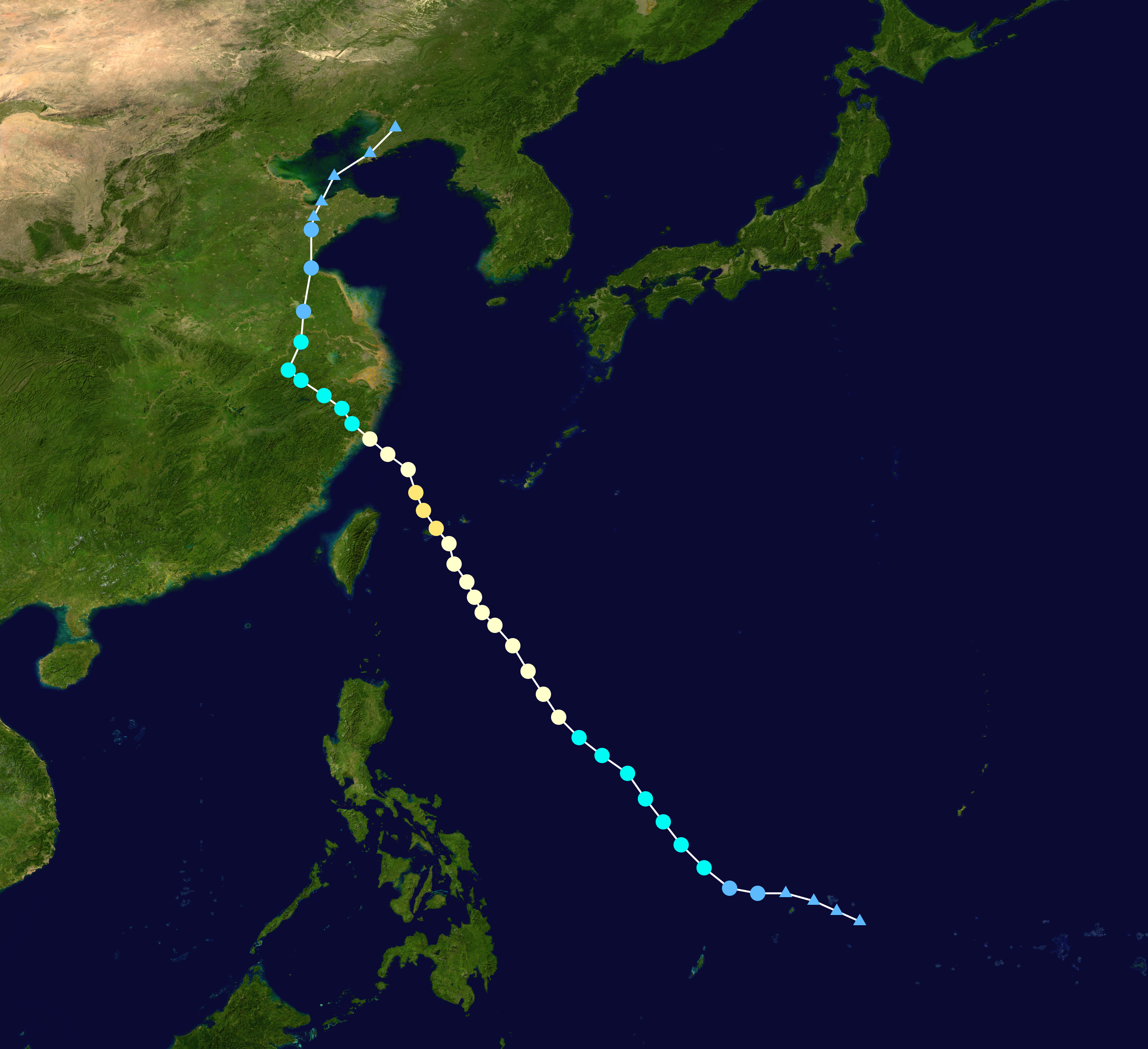
태풍 맛사의 이동 경로

2005년 7월 하순쯤 미크로네시아 연방 서부에 있는 야프섬 동쪽 약 185 km 부근 해상에서 상승기류가 발생했고 이 기류는 점차 강력해지면서 7월 30일, 미국 합동태풍경보센터(JTWC)가 이에 대해 해양 열대폭풍 주의보를 내렸다. 이날 12시쯤 일본 기상청(JMA)에 의해 저기압이 야프섬 동쪽 약 65 km 부근 해상에서 약한 열대 저기압으로 승격되었다. 조금 지나 JTWC가 열대저기압 발생 경고령을 내렸고 이 열대 저기압은 서쪽으로 이동하였다. 하지만 7월 31일, 동쪽에 위치한 고기압대에 의해 북서쪽으로 방향을 틀었다. 또한 열대 폭풍으로 발달해 '열대 폭풍 맛사(MATSA)'라는 명칭을 얻었다. 맛사는 필리핀 기상청(PAGASA) 태풍 관할 구역에 진입해 이 기상청에서 필리핀 관할 구역에 있는 태풍에게 붙이는 독자적 이름, 'Gorio'를 부여했다.
8월 1일에는 강한 열대폭풍으로 더욱 발달하였고 계속해서 북서쪽으로 전진해나갔다. 다음 날인 8월 2일에 일본 오키나와섬 남쪽 약 780 km 해상에서 태풍의 지위에 오르게 되어 2005년에 5번째로 태풍의 위치에 오르게 된 태풍이 되었다. 이때부터 강력화는 늦춰졌으나 8월 3일, 대만 동쪽 약 495 km 해상에서 10분최대풍속이 150 km/h와 중심기압 950 hPa를 기록하여 최성기를 맞이하게 되었다. 또한 JTWC와 중국 기상청은 8월 4일 태풍 맛사가 조금 더 강해져 10분최대풍속 165 km/h을 기록했다고 발표했다. 이후 일본 이시가키섬을 휩쓸며 지나간 후에 맛사는 계속해서 약해지기 시작했고 8월 5일, 중국 동부의 성인 저장성 위환시에 작은 규모로 상륙했다. 맛사는 웨칭 만을 가로질러 갔고 상륙한지 40여분만에 웨칭시에 영향을 주기 시작하면서 중국 본토로 전진하기 시작했다. 맛사는 빠르게 열대 폭풍으로 약화되었고 몇 시간 후에 JTWC는 맛사에 대한 마지막 경고령을 내렸다. 태풍 맛사는 북쪽으로 이동해 8월 7일 상하이시 북서쪽 약 370 km 부근 육상에서 황해로 빠져나오기 직전에 열대저압부로 약화되었다. 하지만 이 잔해는 계속해서 북진하여 8월 9일, 랴오둥반도에 상륙한 후 온대저기압으로 변질되었다.

## 태풍의 시간별 정보
아래 표는 대한민국 기상청(KMA)의 자료에 의한 것임.
| 형태          | 날짜 및 시간 (UTC) | 위도 (°N) | 경도 (°E) | 이동속도 (km/h) | 기압 (hPa) | 최대풍속 (m/s) |
| ------------- | ------------------ | --------- | --------- | --------------- | ---------- | -------------- |
| 열대폭풍      | 7월 31일 12시      | 11.7      | 133.8     | 22              | 998        | 18.0           |
| 열대폭풍      | 8월 1일 6시        | 14.5      | 131.7     | 19              | 992        | 21.0           |
| 강한 열대폭풍 | 8월 2일 6시        | 17.9      | 128.6     | 20              | 980        | 28.0           |
| 태풍          | 8월 3일 6시        | 21.1      | 126.0     | 13              | 965        | 38.0           |
| 태풍          | 8월 4일 0시        | 23.2      | 125.0     | 13              | 955        | 41.0           |
| 태풍          | 8월 4일 12시       | 24.5      | 124.2     | 12              | 955        | 41.0           |
| 태풍          | 8월 5일 0시        | 25.6      | 123.3     | 10              | 955        | 41.0           |
| 태풍          | 8월 5일 12시       | 27.4      | 122.2     | 22              | 965        | 36.0           |
| 태풍          | 8월 6일 0시        | 28.5      | 121.1     | 11              | 975        | 33.0           |
| 강한 열대폭풍 | 8월 6일 12시       | 30.1      | 120.1     | 23              | 985        | 25.0           |
| 열대폭풍      | 8월 7일 0시        | 31.2      | 119.2     | 10              | 992        | 20.0           |
| 열대저압부    | 8월 7일 12시       | 33.0      | 119.0     | 24              | 986        |                |

## 대비

### 대만
대만 중앙 기상사무국에서는 폭우가 섬 전체에 내릴 것이라고 예측했고 이는 타이베이시의 학교와 사무실들이 휴교하거나 휴업하는 현상을 낳게 되었다. 덧붙여 말해 타이페이시에 연착륙하는 많은 비행편들이 취소되거나 지연되었다. 또한 대만 주식시장은 태풍 맛사로 인해 문을 닫게되었다.

### 중국
태풍 맛사가 중국 본토에 상륙하기 전에 정부는 230만명의 사람들에게 미리 대피하라고 지시했는데 이 대피자는 대부분 저장성 주민들이었다. 맛사는 많은 비행편들을 취소시키게 만들었고 상하이시 2개의 주요공항이 30시간동안 폐쇄되는 현상을 빚었다. 맛사의 상륙 예정 장소 근처에서 일하던 정부의 관계자들은 물이 넘칠 것을 막기 위해 저수지의 수면을 낮추었고 저장성 관계자들은 약 3만 5천척이 들어갈 수 있는 대피소를 새로 만들었다. 맛사가 동중국해를 지나 오기 때문에 바다의 해양환경은 많이 좋지 않아 닝보시와 상하이시의 주요 항구를 폐쇄시켰고 여객선 운항을 중지시켰다. 태풍 맛사는 중국의 수도인 베이징시에 11년 만에 오는 폭우를 겪게 할 것으로 예보되었다.

## 피해

### 대만
태풍 맛사가 대만 북부를 지나고 있을 때, 대만에서는 144 km/h의 바람이 불었고 어떤 지역은 188 km/h에 달하는 돌풍이 불기도 하였다. 또한 섬 전체에 폭우를 내리게 하여 몇몇 지역에서는 30시간만에 1270 mm에 달하는 그야말로 기록적인 강수량을 기록했다. 또한 대만의 남동부에 위치한 타이둥현에서는 24시간 내에 843 mm에 달하는 비가 내려 24시간 강수량의 신기록을 세웠다. 이 폭우는 홍수와 산사태를 일으켰고 이때문에 시민들은 가정과 사무실에 모래주머니를 충분히 배치했다. 산사태는 산악지역의 도로를 차단시켰고 이는 수백명의 산악지대 거주민들이 고립되는 현상이 생겼다. 강풍은 56,211가구에 정전을 일으켰으나 빨리 복구되었다. 맛사는 대만 내의 작물들에게도 피해를 입혔고 이 작물들은 한 달 전에 섬에 상륙해 많은 피해를 냈던 태풍 하이탕이 지나간 후에 상태가 호전되려고 할 때 피해를 입었다. 총 농작물 피해액은 4700만 신 대만 달러로 집계되었다. 이 중 바나나와 배의 손실이 가장 극심하였다. 또한 약 8만채의 집에 수도시설이 파손되어 물이 공급되지 못하였고 이후 홍수로 인해 63만채의 집에 물이 끊겼다.

### 중국

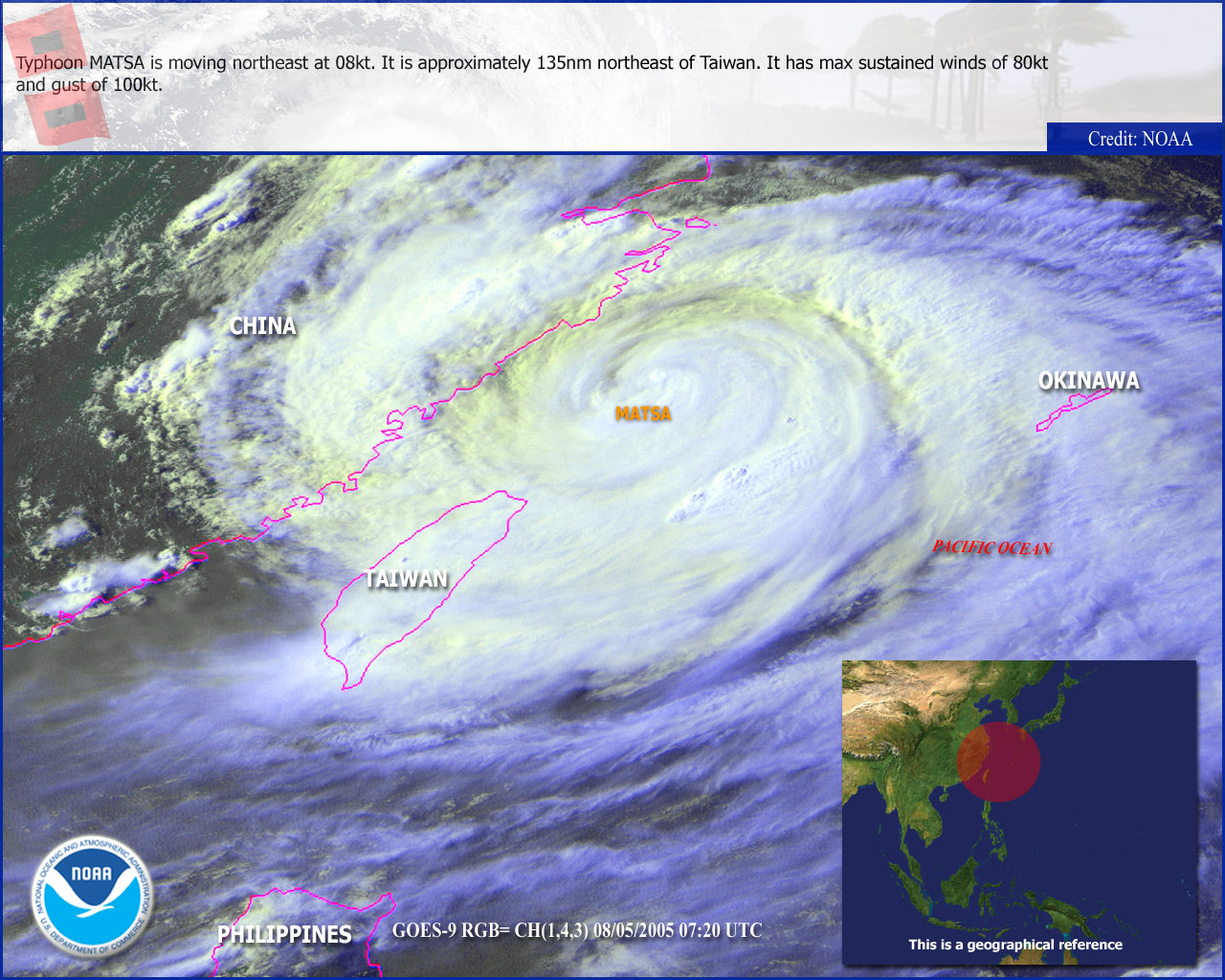
중국에 접근하는 태풍 맛사

태풍 맛사가 중국 저장성에 상륙할 때에 본토에 120 km/h의 바람이 불었고 175 km/h의 돌풍이 불었다. 상하이시에서는 풍속이 147 km/h이 관측되어 역대 최대풍속의 기록을 갈아치웠다. 또한 맛사는 폭우를 내리게 해 융자 현에서는 701 mm의 강수량을 기록했다. 저우산 시의 현급 행정구역인 딩하이 구에서는 1시간에 91 mm이, 3시간에 200 mm의 강수량이 관측되기도 하였다. 이 강수량은 8개 중국 대표강을 범람시켰다.
태풍이 상륙한 저장성에서는 매우 높은 파도가 해안가를 덮쳤고 이후 수면이 빠르게 상승하였다. 해안가에 인접한 집들은 파도에 떠내려가는 현상을 빚기도 하였다. 또한 닝보시에서는 어선이 전복되어 3명의 어부들이 실종되었고 저장 성 전체의 3분의 2가 50 mm가 넘는 비가 왔다고 보고했다. 저지대에 거주하던 주민들은 산사태로 인해 2명이 숨졌고 강풍과 폭우는 21개의 저수지들을 붕괴시켰다. 맛사는 농작물 지대 3,380 제곱킬로미터에 피해를 입힌 후 홍수로 224 제곱킬로미터의 지대가 완전히 물에 잠겼다. 1만 3천채의 집은 심각하게 파괴되었고 저장 성 전체의 피해액은 89억 중국 위안(2005년 기준)으로 집계되었다.
상하이시에서는 84개의 시내 거리들이 물에 잠겼고 2만채가 넘는 집들이 물에 잠겼음에 알리고 도움을 요청했다. 또한 홍수는 상하이 지하철을 몇시간동안 운행을 중지시켰다. 강풍은 2천7백그루의 나무와 4백개의 전신주들을 파괴시켰고 공사현장에 덮쳐 3명이 부상당하고 1명이 사망하는 일이 벌어졌다. 시 전체에 1만5천채의 집이 붕괴되었고 4명이 감전사로 사망했다. 상하이시 독립적으로 13억 3천만 위안(2005년 기준)의 피해액이 집계되었고 총 7명이 사망했다고 발표했다.
수도인 베이징시에서는 약간의 강수량을 기록했다. 중국 전국에서 3100만명의 사람들이 영향을 받았고 태풍 맛사는 농업 분야에 심대한 피해를 입히게 하였다. 강풍과 홍수는 총 20만채의 집과 건물에 손상을 입혔고 이 중 5만 9천채는 완전히 괴멸되었다. 장쑤성에서는 8명이 사망했고 34억 위안의 피해액이, 안후이성에서는 2명이 사망했고 6억6천만 위안의 재산피해가, 산둥성에서는 사망자가 나오지 않았지만 29억 위안의 재산피해가 났다. 또한 허베이성에서도 사망자는 나오지 않았고 1억7천만 위안의 피해액이, 태풍이 온대저기압으로 변질된 장소였던 랴오닝성에서는 3명이 숨졌고 6억 위안의 피해액이 집계되었다. 이로 인해 중국 전국에서의 피해액은 180억 중국 위안으로 발표되었다.

### 일본
태풍 맛사는 일본의 류큐 열도 극남부에 영향을 주었고 이시가키섬에 182 km/h의 돌풍을 불게 하였다. 또 미야코섬에서는 318 mm의 강수량을 기록했다.

### 대한민국
대한민국에서는 초기에 태풍 맛사가 북상하여 황해를 가로질러 북으로 빠져나갈 것으로 예보했지만 그렇지 않았고 서쪽으로 진로를 바꿔 중국에 상륙하게 되었다. 태풍 맛사가 열대 저압부로 변질된 후에도 대한민국에 영향을 끼쳐 경상남도 창원시(옛 마산시)에 229 mm의 강수량을 내리게 하였다.

## 제명
아시아 태평양 경제 사회 위원회와 WMO 태풍 위원회의 제38차 연례회의에서 이름 '맛사(MATSA)'는 퇴출되었고 새로 '파카르(PAKHAR)'가 대체하기로 결정되었다. 파카르는 메콩 강에 서식하는 민물고기의 이름이다. 파북도 있다.

## 같이 보기
- 2005년 태풍